# Kristin Kasperski
Kristin Kasperski (* 1. Juni 1986 in Berlin) ist eine deutsche Volleyballspielerin.
Kristin Kasperski spielte zunächst in ihrer Heimatstadt für Innova Berlin, den Marzahner SV, den VC 68 und für den VC Olympia Berlin. 2005 kam die Diagonalangreiferin zum Schweriner SC, mit dem sie 2006 und 2009 Deutscher Meister wurde. Von 2010 bis 2012 war sie beim Ligakonkurrenten USC Münster aktiv. Von Januar bis März 2013 und von Oktober 2014 bis 2015 spielte Kristin Kasperski beim Regionalligisten bzw. Drittligisten Geraer VC.
Kristin Kasperski absolvierte 40 Jugend-/Junioren-Länderspiele und erspielte den fünften Platz der Jugend-EM 2003. Auch dem Kader der Nationalmannschaft gehörte sie einige Zeit an.
Von 2015 bis 2019 war Kasperski beim österreichischen Verein VC St. Johann in Tirol Spielerin und Trainerin und dort auch im Beachvolleyball aktiv.